# Primera División 1940/41
Die Primera División 1940/41 war die zehnte Spielzeit der höchsten spanischen Fußballliga. Sie startete am 29. September 1940 und endete am 2. März 1941.
Mittels eines am 21. Januar 1941 erlassenen Dekrets des Franco-Regimes war es den Klubs fortan wieder gestattet, die während der Zweiten Spanischen Republik verbotenen monarchistischen Symbole in das Vereinswappen aufzunehmen und Namensbestandteile wie Real zu führen. Das Führen nicht-spanischer Namensbestandteile wie Football Club, Racing, Sporting oder Athletic war dagegen fortan untersagt.

## Vor der Saison
- Als Titelverteidiger ging der erstmalige Meister Atlético Aviación ins Rennen. Letztjähriger Vizemeister wurde der FC Sevilla.
- Aufgestiegen aus der Segunda División ist Real Murcia.

## Vereine
| Verein            | Stadt     | Stadion               |
| ----------------- | --------- | --------------------- |
| Hércules Alicante | Alicante  | Estadio Bardin        |
| CF Barcelona      | Barcelona | Camp de Les Corts     |
| Español Barcelona | Barcelona | Estadi Sarrià         |
| Atlético Bilbao   | Bilbao    | Estadio San Mamés     |
| Real Madrid       | Madrid    | Estadio de Chamartín  |
| Atlético Aviación | Madrid    | Estadio Metropolitano |
| Real Oviedo       | Oviedo    | Estadio Buenavista    |
| Real Murcia       | Murcia    | La Condomina          |
| Real Saragossa    | Saragossa | Estadio de Torrero    |
| CF Sevilla        | Sevilla   | Estadio de Nervión    |
| CF Valencia       | Valencia  | Estadio Mestalla      |
| Celta Vigo        | Vigo      | Estadio Balaídos      |

## Abschlusstabelle
| Pl. | Verein                | Sp. | S  | U | N  | Tore    | Quote | Punkte |
| --- | --------------------- | --- | -- | - | -- | ------- | ----- | ------ |
| 1.  | Atlético Aviación (M) | 22  | 13 | 7 | 2  | 070:360 | 1,94  | 33:11  |
| 2.  | Atlético Bilbao       | 22  | 13 | 5 | 4  | 049:240 | 2,04  | 31:13  |
| 3.  | CF Valencia           | 22  | 11 | 5 | 6  | 060:520 | 1,15  | 27:17  |
| 4.  | CF Barcelona          | 22  | 13 | 1 | 8  | 055:450 | 1,22  | 27:17  |
| 5.  | CF Sevilla            | 22  | 12 | 2 | 8  | 070:430 | 1,63  | 26:18  |
| 6.  | Real Madrid           | 22  | 11 | 2 | 9  | 051:380 | 1,34  | 24:20  |
| 7.  | Español Barcelona (P) | 22  | 10 | 2 | 10 | 050:540 | 0,93  | 22:22  |
| 8.  | Real Oviedo 1         | 22  | 7  | 2 | 13 | 036:630 | 0,57  | 16:28  |
| 9.  | Hércules Alicante     | 22  | 7  | 2 | 13 | 028:670 | 0,42  | 16:28  |
| 10. | Celta Vigo            | 22  | 7  | 1 | 14 | 045:510 | 0,88  | 15:29  |
| 11. | Saragossa FC          | 22  | 5  | 4 | 13 | 026:410 | 0,63  | 14:30  |
| 12. | Real Murcia (N)       | 22  | 5  | 3 | 14 | 029:550 | 0,53  | 13:31  |

Platzierungskriterien: 1. Punkte – 2. Direkter Vergleich  – 3. Torquotient – 4. geschossene Tore
| (M) | Spanischer Meister 1939/40                 |
| (P) | Pokalsieger 1940                           |
| (N) | Neuaufsteiger der Segunda División 1939/40 |

### Relegation
|              | Ergebnis |                     |
| ------------ | -------- | ------------------- |
| Saragossa FC | 2:3      | CD Castellón        |
| Real Murcia  | 1:2      | Deportivo La Coruña |

## Kreuztabelle
Die Kreuztabelle stellt die Ergebnisse aller Spiele dieser Saison dar. Die Heimmannschaft ist in der linken Spalte aufgelistet und die Gastmannschaft in der obersten Reihe.
| 1940/41           | Atlético Aviación | Atlético Bilbao | FC Valencia | CF Barcelona |     | Real Madrid | Español Barcelona | Real Oviedo |     | Celta Vigo | Real Saragossa | Real Murcia |
| Atlético Aviación |                   | 1:1             | 2:2         | 4:4          | 3:1 | 3:1         | 5:3               | 3:0         | 7:1 | 5:4        | 3:1            | 6:0         |
| Atlético Bilbao   | 0:5               |                 | 5:0         | 3:1          | 2:1 | 3:1         | 6:2               | 2:1         | 4:0 | 4:1        | 0:0            | 6:1         |
| CF Valencia       | 3:1               | 2:2             |             | 3:1          | 4:1 | 1:1         | 3:0               | 5:1         | 6:0 | 5:1        | 1:0            | 3:3         |
| CF Barcelona      | 2:4               | 1:0             | 4:3         |              | 4:0 | 3:0         | 2:3               | 7:0         | 3:2 | 2:0        | 2:0            | 3:0         |
| CF Sevilla        | 1:1               | 1:0             | 10:3        | 11:1         |     | 5:4         | 3:1               | 4:1         | 8:3 | 3:0        | 4:1            | 3:2         |
| Real Madrid       | 1:4               | 0:1             | 6:1         | 1:2          | 4:1 |             | 4:1               | 1:0         | 5:3 | 3:1        | 6:0            | 2:1         |
| Español Barcelona | 2:3               | 1:1             | 2:1         | 3:1          | 4:3 | 3:2         |                   | 5:0         | 1:2 | 4:1        | 3:0            | 2:1         |
| Real Oviedo       | 4:3               | 0:2             | 3:3         | 3:1          | 0:4 | 0:2         | 3:3               |             | 6:0 | 4:3        | 5:4            | 2:1         |
| Hércules Alicante | 3:3               | 1:0             | 0:2         | 1:3          | 1:0 | 0:3         | 3:2               | 3:0         |     | 0:5        | 1:0            | 4:0         |
| Celta Vigo        | 0:2               | 1:2             | 6:2         | 1:4          | 2:2 | 1:2         | 7:1               | 3:1         | 2:0 |            | 1:0            | 5:1         |
| Real Saragossa    | 1:1               | 2:2             | 1:2         | 2:1          | 0:3 | 1:1         | 0:3               | 3:0         | 7:0 | 1:0        |                | 2:1         |
| Real Murcia       | 1:1               | 1:3             | 2:5         | 1:3          | 2:1 | 3:1         | 3:1               | 1:2         | 0:0 | 3:0        | 1:0            |             |

## Nach der Saison
- 1. – Atlético Aviación – Meister

Absteiger in die Segunda División
- 11. – Real Saragossa
- 12. – Real Murcia

Aufsteiger in die Primera División
- Real Sociedad
- FC Granada
- CD Castellón
- Deportivo La Coruña

## Pichichi-Trophäe
Die Pichichi-Trophäe wird jährlich für den besten Torschützen der Spielzeit vergeben.
| Pl. | Nat.         | Spieler | Verein            | Tore |
| --- | ------------ | ------- | ----------------- | ---- |
| 1   | Spanien 1938 | Pruden  | Atlético Aviación | 30   |
| 2   | Spanien 1938 | Mundo   | CF Valencia       | 22   |

## Die Meistermannschaft von Atlético Aviación
(Spieler mit mindestens 5 Einsätzen wurden berücksichtigt; in Klammern sind die Spiele und Tore angegeben)
| 1.                | Atlético Aviación |
| Atlético Aviación | - Tor: Jorge Benavent (6/-); Fernando Tabales (15/-) - Abwehr: Alfonso Aparicio (22/-); Juan Escudero (9/-); José Mesa (21/-); - Mittelfeld: Ramón Gabilondo (16/-); Germán Gómez (18/-); Francisco Machín (15/-); Manín (13/6); Enrique Rubio (9/1) - Sturm: Francisco Arencibia (22/9); Francisco Campos (22/16); Pruden (22/30); Juan Vázquez (22/5) - Trainer: Ricardo Zamora |